# Joeri van Leeuwen
Joeri van Leeuwen (Waardenburg, 11 januari 1975) is
een Nederlandse astronoom en 
voormalig roeier. Als lid van A.U.S.R. Orca werd bij meervoudig Nederlands kampioen.
Hij nam deel aan verschillende
wereldkampioenschappen en was tweevoudig
wereldrecordhouder.
Als sterrenkundige is hij bekend om zijn onderzoek naar pulsars en zwaartekracht. Zo ontdekte hij de eerste jonge neutronenster die de omliggende tijd-ruimte zo kromt dat hij sindsdien uit beeld verdwenen is. 
Hij promoveerde in 2004 in de sterrenkunde aan de Universiteit Utrecht, deed postdoctoraal onderzoek aan de Universiteit van Brits-Columbia en
als Stensen Fellow aan de Universiteit van Californië - Berkeley, en is nu verbonden aan ASTRON. Voor zijn onderzoek naar pulsars en snelle radioflitsen ontving hij als eerste Nederlandse sterrenkundige een ERC Consolidator Grant.
Van Leeuwen schreef, produceerde en presenteerde verschillende radio en televisie programma's voor een breed publiek, zoals Heel Nederland kijkt sterren. In de Klokhuis serie "Het Heelal" vlogen Van Leeuwen en vaste presentator Nienke de la Rive Box virtueel van het zonnestelsel diep het universum in. Voor deze popularisatie ontving hij in 2016 de Willem de Graaffprijs van de Nederlandse Astronomenclub.
Planetoïde (12952) Joerivanleeuwen is naar hem vernoemd.

## Palmares

### roeien (vier met stuurman)
- 1998: 11e WK - 6:11.27

### roeien (acht met stuurman)
- 1997: 7e WK - 5:46.87
- 1999: 4e Wereldbeker I - 5:46.49
- 1999: WR - 5.23.15
- 1999:  Wereldbeker III - 5:26.58
- 1999: WR - 5.22.80
- 1999: 5e WK - 6:10.54

- Bibliothèque nationale de France: cb16691444v (data)
- Gemeinsame Normdatei: 1034404245
- International Standard Name Identifier: 0000 0003 9627 5262
- Library of Congress Control Number: no2013049196
- Mathematics Genealogy Project: 116727
- Nationale Bibliotheek van Israël: 987007345464805171
- Nederlandse Thesaurus van Auteursnamen: 270341439
- ORCID: 0000-0001-8503-6958
- Système universitaire de documentation: 169154866
- Virtual International Authority File: 291163697
- WorldCat: E39PBJyhgGtTwkjXyGG9Mt69Xd